# Castelo de Westerlo
O Castelo de Westerlo é um castelo na Bélgica que pertence à família nobre Mérode.